# Mazda RX-85
La Mazda RX-85 est un concept-car du constructeur automobile japonais Mazda, présenté au salon de Tokyo en 1967,.